# Санчес, Педро (футболист)
Педро Санчес Торреальба (исп. Pedro Sánchez Torrealba; род. 7 февраля 1998 года, Винья-дель-Мар, Чили) — чилийский футболист, играющий на позиции полузащитника. Ныне выступает за чилийский клуб «Эвертон».

## Клубная карьера
Воспитанник клуба «Эвертон». С 2016 года — игрок основной команды. 3 октября 2016 года дебютировал в Примере Б в поединке против «Пуэрто Монта». Вместе с командой вернулся в Примеру, однако был отдан в аренду в «Унион Ла-Калера», где провёл девять встреч, в которых два раза отличился.
В сезоне 2017/2018 вернулся в «Эвертон». 29 июля 2017 года дебютировал в чилийской Примере в поединке против «Депортес Икике».